# Smittina torques
Smittina torques är en mossdjursart som beskrevs av Powell 1967. Smittina torques ingår i släktet Smittina och familjen Smittinidae. Inga underarter finns listade i Catalogue of Life.